# Chiesa di San Magno (Portegrandi)
La chiesa di San Magno Vescovo è la parrocchiale di Portegrandi, in città metropolitana e patriarcato di Venezia; fa parte del vicariato di Favaro-Altino.

## Storia
L'originaria chiesa di San Magno, situata in località Trepalade, sconsacrata nel 1913 e oggi ridotta ad abitazione privata, alla fine del XIX secolo era mal ridotta ed insufficiente a contenere tutti i fedeli che volevano assistere alle funzioni religiose. Si decise, così, di edificare una nuova parrocchiale a Portegrandi, località più importante e più grande di Trepalade. La costruzione iniziò nel 1912 e finì nel 1926. 

## Interno e campanile
L'interno, ad unica navata, è affrescato sia sul soffitto, sia sulla parete sinistra. 
Nella chiesa sono conservate diverse opere provenienti da Trepalade: l'altare è costituito dai marmi dell'antica abbazia di Monastier di Treviso; una tela rappresentante la Sacra Famiglia è attribuita alla scuola del Padovanino; sulla destra, vi è un altare in pietra del XVIII secolo. All'interno della chiesa è conservata anche una preziosa Via Crucis in legno dello scultore Ferdinando Perathoner del 1947. 
Il campanile fu costruito tra il 1946 e il 1950.

## Parrocchia
All'interno della parrocchia di San Magno Vescovo di Portegrandi sorgono altre due chiese:
- l'oratorio della Madonna Nera a Ca' Corner
- la chiesetta del Santo Nome di Maria a Le Trezze, costruita negli anni cinquanta